# Economia della Repubblica di Genova

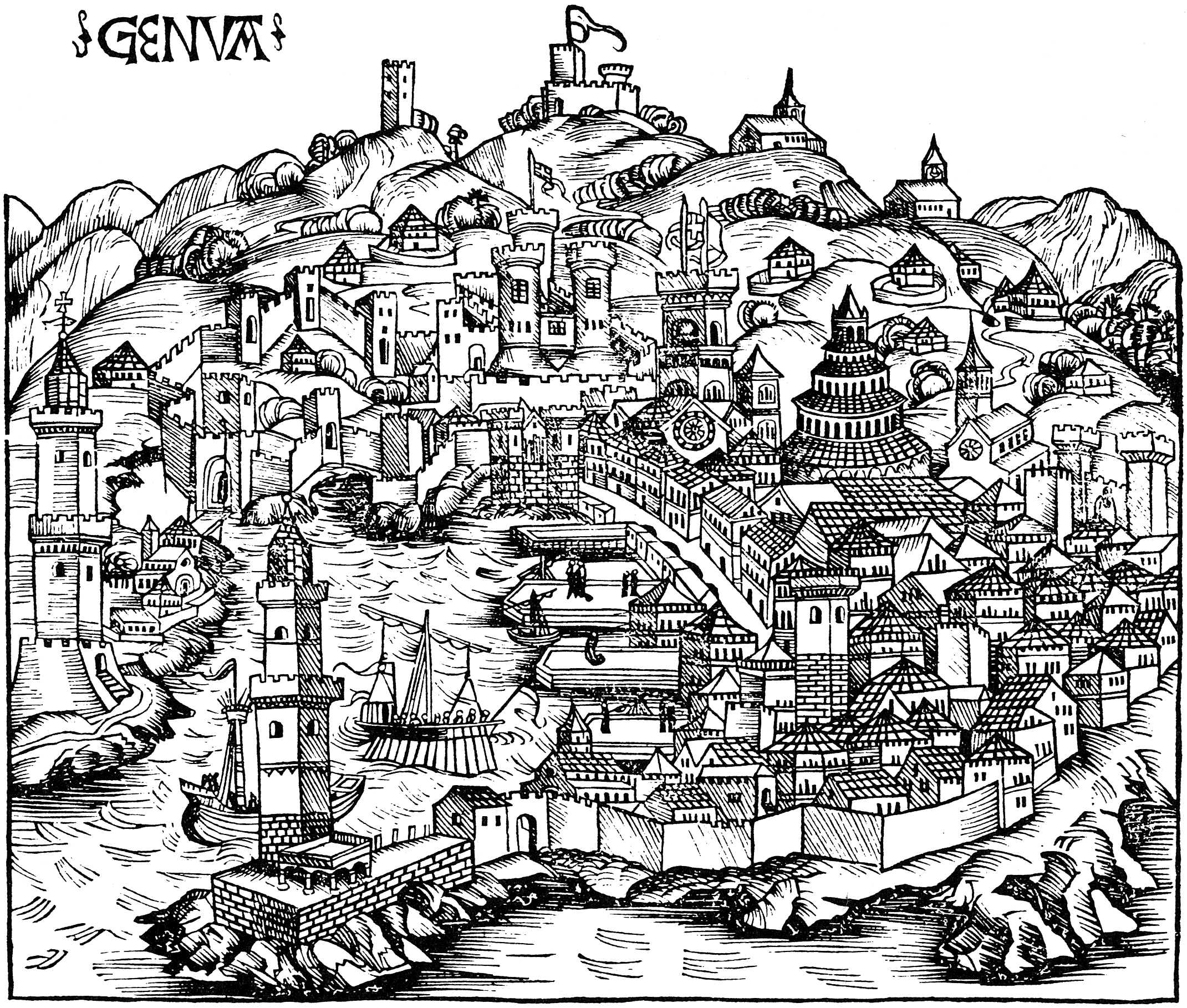
Genova in una miniatura Medioevale

L'economia della Repubblica di Genova, fin dagli albori, fu caratterizzata da una spiccata vocazione marittima e commerciale. Inizialmente, la pesca e il commercio locale permisero ai genovesi di sviluppare le basi di una prospera economia, favorendo i primi scambi lungo la costa ligure e con le regioni vicine. Nel corso del XII e XIII secolo, la città conobbe una grande espansione economica, grazie al ruolo strategico di Genova come ponte tra il Mediterraneo occidentale e orientale. Il controllo di importanti rotte marittime e la fondazione di colonie e scali commerciali nel Mar Nero e nel Mediterraneo orientale consolidarono la sua posizione come uno dei principali centri di scambio dell'epoca. L'accumulo di grandi ricchezze favorì non solo il commercio di merci di pregio, come spezie, tessuti e metalli preziosi, ma anche lo sviluppo di una potente flotta navale e la creazione di solide istituzioni finanziarie, che fecero della Superba una delle capitali economiche del Medioevo.

## Il territorio e le risorse
Il territorio della Repubblica si estendeva lungo la stretta fascia costiera della Liguria, delimitata dal Mar Ligure e dall'Appennino. Questo particolare assetto geografico influenzò profondamente le attività economiche e sociali di Genova, incentivando una forte vocazione marittima e un uso oculato delle limitate risorse terrestri. Le risorse costiere erano il cuore pulsante dell’economia. Il litorale offriva porti naturali protetti, come quelli della capitale stessa, Portovenere e Savona, che furono trasformati in importanti centri commerciali e strategici.

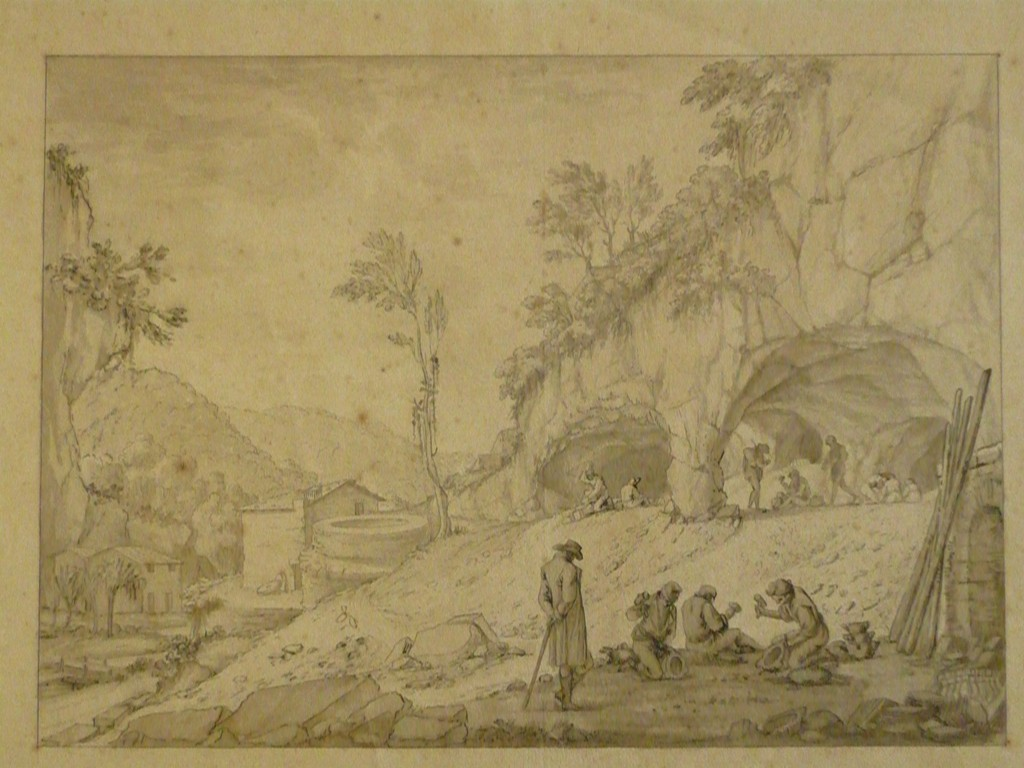
Stampa delle cave marmoree di Carrara

L'entroterra, invece, era caratterizzato da terreni spesso scoscesi e poco adatti all'agricoltura intensiva. Tuttavia, la popolazione sfruttava al meglio le sue risorse, ricorrendo alla coltivazione di prodotti tipici come olive e viti, particolarmente diffuse nella Riviera di Ponente, famosa per il suo olio di oliva di alta qualità, e nella zona di Cinque Terre, celebre per i vini come lo Sciacchetrà. Le foreste dell'entroterra (in particolare nelle zone di Val Polcevera e Val Bisagno) fornivano legname, una risorsa essenziale per la costruzione navale e il commercio.
Un'altra risorsa importante del territorio era rappresentata dalle cave di marmo di Carrara, controllate dalla Repubblica per lunghi periodi, che garantivano materiali di pregio per l'edilizia e la scultura. Allo stesso tempo, le miniere della regione, come quelle della Val Graveglia, fornivano ferro e altri metalli per l'artigianato e il commercio.

## Pesca e caccia nella Repubblica
L'uccellagione e la pesca svolsero un ruolo fondamentale nel sostentamento delle comunità costiere della Repubblica di Genova, specialmente nei primi secoli della sua storia. L'uccellagione si concentrava prevalentemente sulla caccia di uccelli migratori, come tordi e beccacce, particolarmente abbondanti durante i periodi di passo. Questi erano destinati per lo più all'autoconsumo o al mercato locale. La pesca, invece, rappresentava una risorsa primaria sia per l'alimentazione sia per lo sviluppo economico della Repubblica, portando ben presto all'emanazione di norme volte a regolamentarne l'esercizio e la gestione sostenibile.

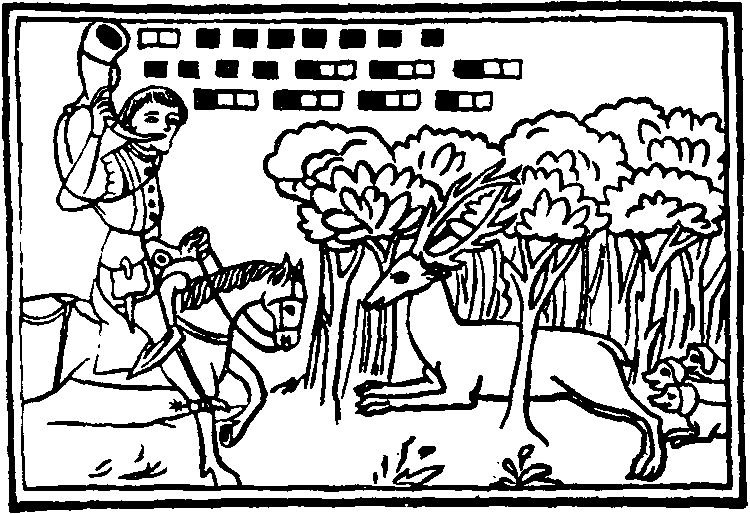
Esempio di Caccia Medievale

Gran parte del pescato veniva conservata sotto sale o essiccata, per poi essere distribuita nei mercati cittadini o esportata verso altre regioni del Mediterraneo. Già nel XII secolo, documenti genovesi attestano il commercio di pesci come tonni, acciughe, triglie e orate, i cui prezzi erano spesso calmierati per garantirne l'accessibilità alla popolazione. Tra le zone più pescose figuravano le acque costiere e i fondali rocciosi del Mar Ligure, dove l'abbondanza di pesci attirava numerosi pescatori locali.
Un ruolo importante nella pesca genovese era svolto dalle tonnare, strutture utilizzate per la cattura di grandi pesci come il tonno, particolarmente abbondante nei periodi di migrazione. La gestione delle tonnare, situate lungo le coste liguri e nelle isole come la Sardegna, era attentamente regolamentata dalla Repubblica, che ne traeva importanti entrate fiscali.
L'itticoltura, pur meno sviluppata rispetto alla pesca marittima, era praticata in alcune zone costiere e lagunari. Qui, il pesce veniva allevato in bacini naturali o artificiali, delimitati da strutture di contenimento che permettevano il ricambio delle acque e il passaggio del novellame. Le specie più allevate includevano branzini e orate che godevano di un notevole valore commerciale. La Repubblica incoraggiava lo sviluppo delle attività ittiche, non solo per garantire l'approvvigionamento alimentare della popolazione, ma anche per sostenere il commercio marittimo. La pesca e la conservazione del pescato, infatti, costituivano una base importante per l’esportazione verso i mercati dell'Europa settentrionale e orientale.

## Il porto di Genova
che no è da maraveiar

se voi no lo poei saver

per da loitam oir contar:

che e' mesmo chi ne son nao

no so ben dir pinnamente

ni distinguer lo so stao

e non c'è da meravigliarsi

se voi non la potete valutare

sentendone parlare da lontano:

io stesso che ci sono nato

non saprei dire adeguatamente

né descrivere la sua condizione

tanto è nobile e potente.»
(Anonimo genovese, dal componimento De condicione civitate Ianuae, loquendo con quedam domino de Brixa, trad. Fiorenzo Toso)

Le origini del porto di Genova risalgono al V secolo a.C., quando la città cominciò a riconoscere il potenziale strategico del suo seno naturale. Il Mandraccio, una piccola insenatura situata tra il promontorio di Porto Antico e la Ripa, offriva un rifugio per le imbarcazioni che navigavano lungo la rotta marittima. In questi primi secoli, tuttavia, le strutture portuali erano praticamente inesistenti e le navi gettavano l'ancora in questa baia protetta, dove il commercio e lo scambio di merci cominciavano a prendere piede.

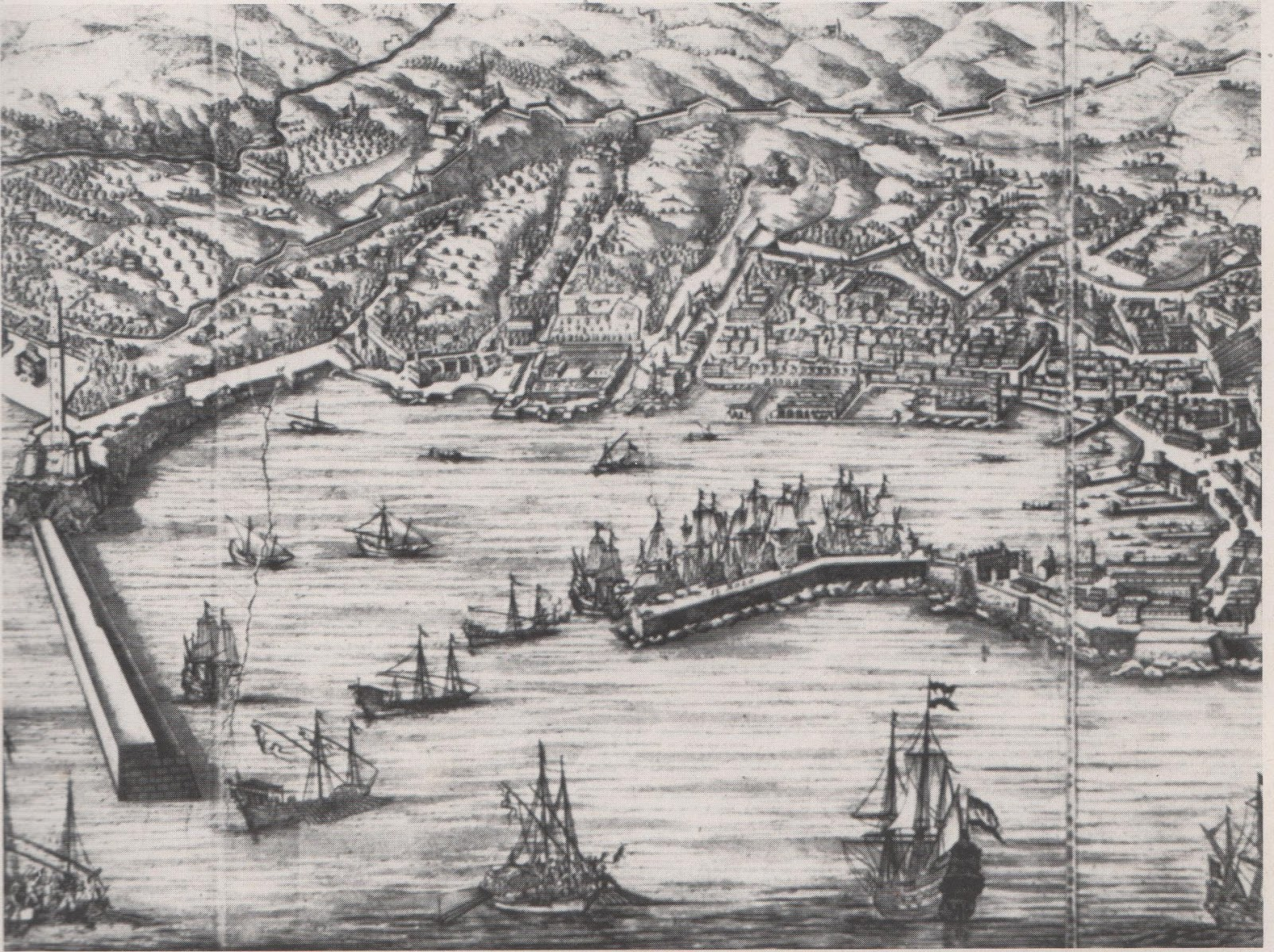
Il Porto di Genova nel Medioevo

Fu solo nel XII secolo che Genova iniziò a dotarsi delle prime vere strutture portuali. In questo periodo, la città divenne una Repubblica marinara, e la sua potenza navale cominciò a prendere forma. La prima grande opera di ingegneria fu la realizzazione della penisola del Molo Vecchio, costruita tra il 1133 e il 1173. Questo molo rappresentava un punto di riferimento strategico per il commercio marittimo, con scali di alaggio che permettevano di caricare e scaricare le merci senza dover portare le navi sulla riva.
Nel contempo, i porticati della Ripa vennero costruiti, creando spazi per lo stazionamento delle navi e per il carico delle merci. I pontili di legno cominciarono ad affacciarsi sulla costa, sostituendo la necessità di tirare le imbarcazioni sulla sabbia per scaricare le merci. Questi primi lavori segnarono la nascita di una logistica portuale che avrebbe caratterizzato il porto di Genova per secoli a venire.

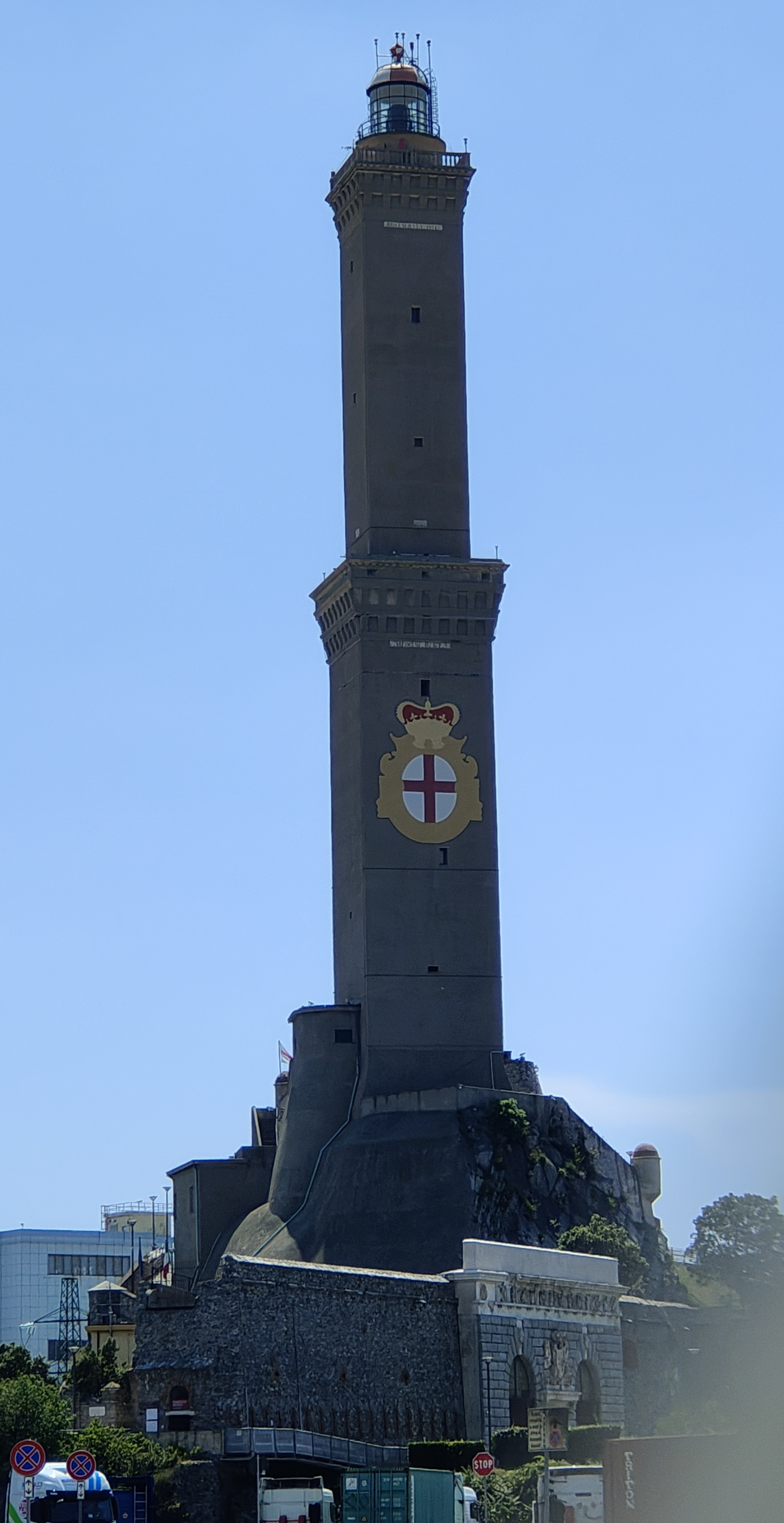
La Lanterna del Porto

Nel XIII secolo si assiste alla costruzione della Torre dei Greci, una struttura che segnava l’ingresso al porto e che, per qualche tempo, fungeva anche da punto di riferimento per la navigazione. Venne poi eretta la prima darsena, che comprendeva un arsenale per la costruzione di navi e il rimessaggio delle imbarcazioni. La flotta genovese venne così rafforzata, e la città assunse sempre più il ruolo di protagonista nel commercio e nella difesa del Mediterraneo.
Il XIV secolo vide la costruzione della Lanterna, che andava a sostituire una torre di avvistamento risalente al 1128 e divenne il faro per le navi dirette verso il porto. La sua funzione era doppia: da un lato segnalava l'ingresso al porto, dall'altro fungeva da simbolo di potenza e indipendenza.
Nel XV secolo, Genova continuò a espandere e rafforzare le sue strutture portuali. Il Molo vecchio fu oggetto di numerosi lavori di ampliamento, aumentando la sua lunghezza fino a raggiungere i 490 metri nel 1553. In questo periodo, la Superba viveva un momento di grande prosperità economica, e il porto divenne il cuore pulsante della sua economia. Le merci provenienti da tutto il Mediterraneo e oltre affluivano nei suoi moli: dalle spezie orientali al cotone delle Americhe, dalle granaglie al vino del Levante, e le navi genovesi erano costantemente in movimento, contribuendo alla crescita della città.
Nel XVII secolo, tuttavia, il porto si trovò a fronteggiare una serie di sfide. Il primo bombardamento navale della storia avvenne nel 1684, quando la flotta francese attaccò la città. Il porto e la città furono gravemente danneggiati, segnando l’inizio di un periodo di crisi che durò fino all'inizio del XIX secolo.

## Commercio

### XI-XII secolo: le origini del potere commerciale
L'espansione commerciale di Genova ebbe inizio nell'XI secolo, quando la città si affermò come uno dei principali centri marittimi dell'Italia settentrionale. Tra gli eventi fondamentali di questo periodo vi fu la partecipazione alla Prima Crociata (1096-1099). Le navi genovesi, sotto il comando di nobili come Guglielmo Embriaco, trasportarono uomini e materiali verso la Terra Santa. In cambio, i genovesi ottennero concessioni economiche e territoriali, tra cui quartieri commerciali ad Antiochia, Acri e Tiro. Questi insediamenti furono fondamentali per stabilire una rete di scambi con il Levante, che includeva spezie, tessuti e metalli preziosi.
Nel 1130, il trattato con Pisa definì le sfere d'influenza nel Mediterraneo occidentale, permettendo a Genova di consolidare il controllo su Corsica e Sardegna, regioni cruciali per le rotte commerciali e l'approvvigionamento di materie prime come legname e minerali.

### XIII secolo: l'espansione nel Mediterraneo e nel Mar Nero
Il XIII secolo vide Genova raggiungere l'apice della sua espansione commerciale. La vittoria contro Pisa nella battaglia della Meloria (1284) sancì la supremazia genovese nel Mediterraneo occidentale, garantendo il controllo sulle isole italiane e su molte rotte strategiche. In questo periodo, la Repubblica stabilì insediamenti commerciali a Costantinopoli, Trebisonda e lungo le coste del Mar Nero, tra cui la colonia di Caffa in Crimea (fondata nel 1266). Questi avamposti fungevano da centri di smistamento per le merci provenienti dall'Asia, come seta, spezie e schiavi.
Tra i principali artefici di questa espansione vi furono famiglie mercantili come i Doria e gli Spinola, che guidarono anche la politica interna della Repubblica. Il trattato del Nymphaeum (1261), firmato con l'Impero Bizantino, permise alla Superba di ottenere privilegi commerciali esclusivi a Costantinopoli, estromettendo di fatto Venezia dalla regione per decenni.

### XIV secolo: il dominio commerciale e i conflitti con Venezia
Nel XIV secolo, Genova raggiunse il massimo splendore economico e commerciale, ma fu anche caratterizzata da intense rivalità con Venezia. La guerra di Chioggia (1378-1381) rappresentò uno degli scontri più significativi: la flotta genovese, guidata da Pietro Doria, riuscì inizialmente a prevalere, ma il conflitto si concluse con la pace di Torino nel 1381, che ridimensionò l'influenza genovese a favore di Venezia.
Parallelamente, la Superba consolidò i suoi rapporti commerciali con l'Europa occidentale. Porti come Marsiglia e Barcellona divennero partner cruciali, e i genovesi iniziarono a dominare il commercio del grano e dei metalli con il Regno di Francia e i territori iberici. In questo contesto, personalità come Simone Boccanegra, il primo doge della Repubblica (1339), cercarono di rafforzare l'autorità interna per proteggere gli interessi commerciali e militari.

### XV secolo: innovazione finanziaria e nuovi mercati
Il XV secolo segnò un periodo di adattamento per Genova, che dovette affrontare il declino delle sue colonie orientali dopo la caduta di Costantinopoli nel 1453. Tuttavia, la Repubblica seppe reinventarsi grazie all’innovazione finanziaria, in particolare con la creazione del Banco di San Giorgio nel 1407. Questa istituzione non solo gestiva il debito pubblico, ma finanziava anche le imprese commerciali, garantendo a Genova una posizione di rilievo nel Mediterraneo occidentale.
In questo periodo, la Repubblica si concentrò maggiormente sui rapporti con i regni iberici, divenendo uno dei principali fornitori di navi e capitali per l'espansione marittima di Spagna e Portogallo. Cristoforo Colombo, il famoso navigatore genovese, ne è un simbolo: la sua spedizione verso le Americhe (1492), finanziata dalla Spagna, testimonia l'influenza genovese nel commercio globale emergente. Le attività commerciali continuarono a prosperare nei porti dell'Atlantico e del Mediterraneo, garantendo alla città una posizione di prestigio fino all'avvento delle grandi potenze coloniali europee del XVI secolo.

## Le banche genovesi

### Origini del sistema bancario genovese (XIII secolo)

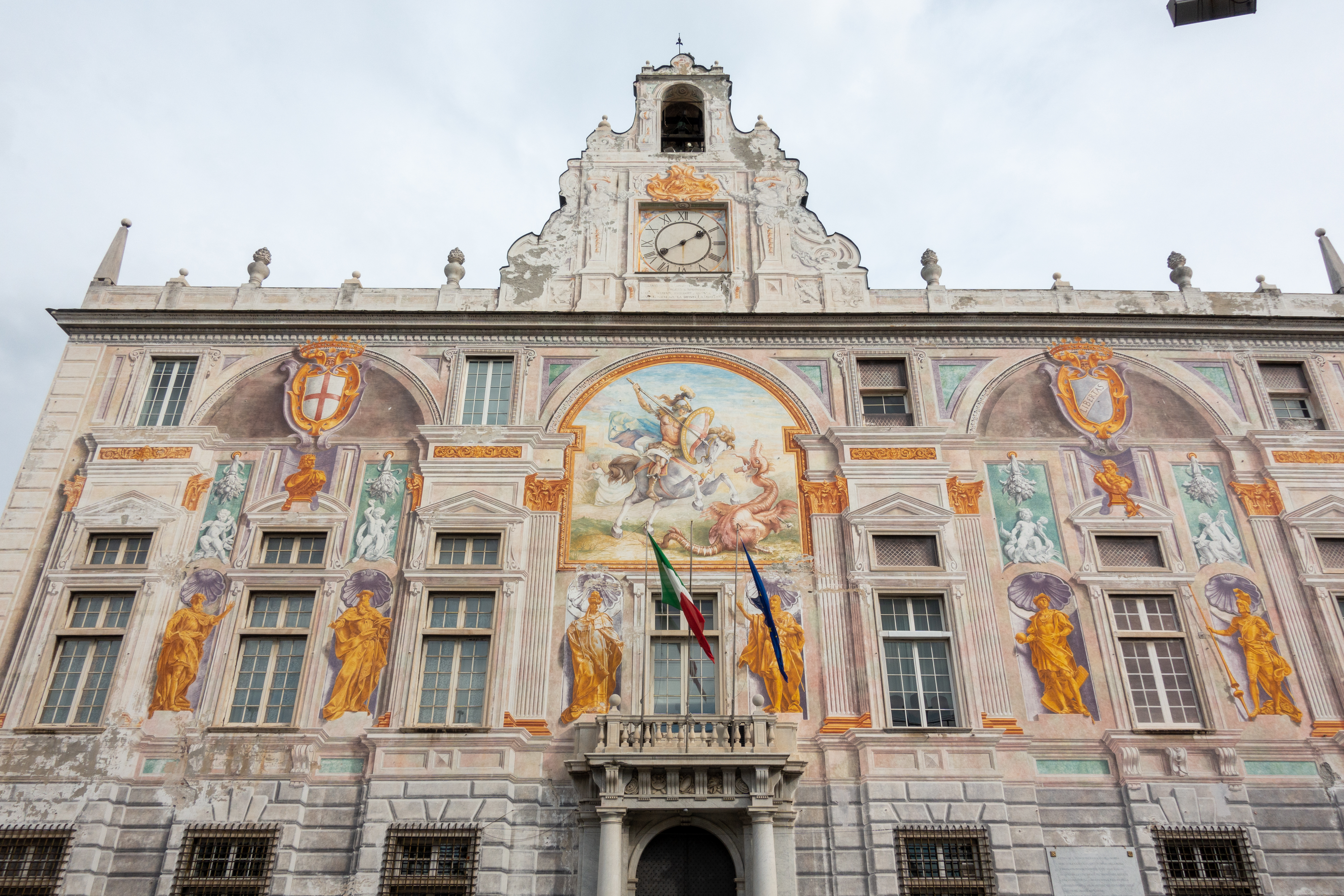
Facciata del Banco di San Giorgio a Genova

L’ascesa delle banche liguri ebbe inizio nel XIII secolo, con l’espansione del commercio marittimo e la necessità di strumenti finanziari avanzati per sostenere le operazioni mercantili e militari. In questo periodo, numerose famiglie genovesi, come i Doria, i Grimaldi e gli Spinola, si specializzarono nella concessione di prestiti e nella gestione del debito pubblico. Nel 1252, per esempio, il Comune di Genova emise le prime obbligazioni pubbliche, conosciute come luoghi, che rappresentavano crediti acquistabili da privati cittadini in cambio di interessi garantiti dalle entrate fiscali della Repubblica. Questo sistema pionieristico permise al governo genovese di raccogliere ingenti somme per finanziare le guerre contro Pisa e Venezia, consolidando il dominio marittimo genovese.

### La fondazione del Banco di San Giorgio (1407)
La svolta principale nel sistema bancario genovese avvenne il 2 settembre 1407, con la fondazione del Banco di San Giorgio, un’istituzione creata per gestire il crescente debito pubblico. Istituito da un consorzio di creditori privati, il banco rappresentava una delle prime banche moderne, con una struttura organizzativa avanzata e una gestione autonoma delle sue operazioni. Il Banco di San Giorgio non si limitava alla gestione finanziaria, ma amministrava anche territori e risorse della Repubblica. Tra i suoi domini vi furono la Corsica, il porto di Caffa in Crimea e alcune colonie nel Mar Nero, che garantivano entrate stabili. Il banco agiva come un’autorità quasi sovrana in questi territori, riscuotendo tributi e mantenendo una propria amministrazione.
Il XVI secolo fu l’apogeo del potere finanziario genovese, legato in gran parte al suo rapporto con la Spagna asburgica. Un momento cruciale fu il fallimento dello Stato spagnolo nel 1557, sotto il regno di Filippo II. Questo evento segnò il declino delle banche tedesche, in particolare dei Fugger, e aprì la strada ai banchieri genovesi, che divennero i principali finanziatori dell’impero spagnolo. Le famiglie bancarie genovesi, come i Sauli, i Grimaldi, i Pallavicini e gli Spinola, fornirono credito stabile e ben organizzato, essenziale per sostenere le guerre e l’amministrazione degli Asburgo. In cambio, i genovesi ottennero il controllo sul trasferimento dell’argento americano proveniente dalle colonie spagnole. L’argento arrivava a Siviglia e veniva immediatamente trasferito a Genova, da dove veniva reinvestito in ulteriori imprese commerciali e finanziarie. Questo rapporto privilegiato trova un esempio nell'attività di Ambrogio Spinola, membro di una delle più potenti famiglie genovesi. Spinola non solo finanziò l’esercito spagnolo durante la guerra degli ottant’anni nei Paesi Bassi, ma assunse anche il comando militare, dimostrando l’interconnessione tra potere economico e politico. Tra il 1604 e il 1620, Spinola guidò numerose campagne militari per conto della Spagna, consolidando la sua reputazione come uno dei principali generali del tempo.

### Il declino: le bancarotte spagnole e la crisi del XVII secolo
Nonostante il successo iniziale, il legame con la Spagna si rivelò problematico nel lungo termine. Le frequenti bancarotte della monarchia spagnola, in particolare quelle del 1607, 1627 e 1647, causarono enormi perdite per i banchieri genovesi, indebolendoli. La situazione economica di Genova peggiorò ulteriormente con il declino delle rotte commerciali tradizionali e l’ascesa delle potenze atlantiche come i Paesi Bassi e l’Inghilterra. Nel 1684, la città subì un duro colpo con il bombardamento da parte della flotta francese, ordinato da Luigi XIV come rappresaglia per l’alleanza della Repubblica con la Spagna. Questo evento segnò un momento di svolta, accelerando il declino delle case bancarie genovesi.
Nonostante il declino, le banche genovesi lasciarono un’eredità duratura nel panorama finanziario europeo. Il Banco di San Giorgio rimase attivo fino al 1805, quando fu soppresso da Napoleone Bonaparte durante la sua campagna d'Italia (1796-1797). Le innovazioni introdotte dai genovesi, come le obbligazioni pubbliche, la gestione del debito e l’organizzazione bancaria, influenzarono lo sviluppo del sistema finanziario moderno.

## Industrie della Repubblica

### La produzione e il commercio del vetro

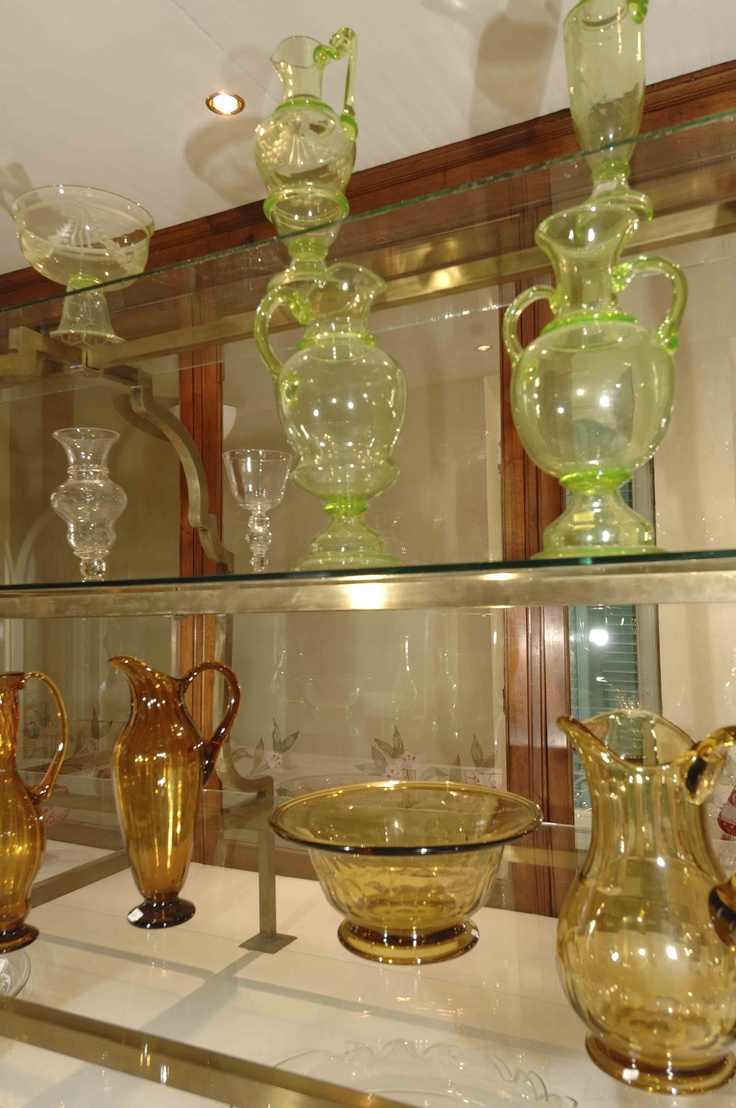
Vetreria di Altare

La lavorazione del vetro nella Superba rappresentò un settore manifatturiero importante e rinomato, che raggiunse un grande splendore tra il XV e il XVIII secolo. Grazie alle sue abili maestranze e alla vicinanza alle rotte commerciali del Mediterraneo, Genova riuscì a integrare la produzione del vetro in un sistema economico basato sull'esportazione di beni di lusso e sull'innovazione tecnologica.

#### Le origini della lavorazione del vetro ad Altare
Il centro più importante per la produzione del vetro fu Altare, un borgo situato nell'entroterra savonese. Le prime testimonianze documentali dell’attività vetraria risalgono al XII secolo, quando artigiani specializzati iniziarono a sfruttare le risorse naturali della zona, tra cui sabbia silicea e legname per alimentare le fornaci. La produzione altarese era inizialmente destinata al mercato locale, ma già nel XIII secolo cominciò a espandersi grazie alla qualità e alla bellezza dei manufatti. I vetrai erano organizzati in una corporazione chiamata Universitas Vitriariorum Altarensium, che regolava i segreti della lavorazione del vetro, le tecniche produttive e la trasmissione del mestiere all'interno di un rigido sistema di apprendistato.
A partire dal XV secolo, la lavorazione del vetro si distinse per la sua raffinatezza e per l’adozione di tecniche innovative, come la soffiatura del vetro e la creazione di oggetti decorativi. Tra i prodotti più richiesti vi erano calici, bottiglie, lampadari e specchi, spesso destinati all'aristocrazia e al clero. La Repubblica di Genova favorì l’espansione del settore, garantendo ai vetrai esenzioni fiscali e protezione legislativa, in cambio di una parte dei proventi derivanti dalle esportazioni. Questo sistema permise di consolidare il ruolo come intermediario nel commercio della risorsa, esportando manufatti in tutta Europa e nel Mediterraneo. I vetrai svolsero anche un ruolo importante anche nelle colonie genovesi, dove venivano inviati per avviare nuove fornaci e diffondere le tecniche di lavorazione. Tra i principali mercati di esportazione vi erano la Corsica, il Mar Nero e le città del Levante, dove il vetro ligure era apprezzato per la sua qualità superiore rispetto ai prodotti locali. Nel XVI secolo, le tecniche e i modelli entrarono in competizione con la produzione veneziana, in particolare con quella di Murano, ma mantennero una forte identità grazie alla capacità di adattarsi alle richieste del mercato e alla creazione di oggetti.

#### Il declino e la diaspora dei vetrai
A partire dal XVII secolo, il settore vetrario genovese cominciò a declinare a causa di diversi fattori, tra cui l’aumento della concorrenza da parte di Venezia e delle manifatture boeme. Inoltre, il crescente impoverimento delle risorse naturali della zona di Altare, in particolare del legname necessario per alimentare le fornaci, contribuì a ridurre la produzione.
Molti vetrai emigrarono in altre regioni italiane o all'estero, portando con sé le conoscenze e le tradizioni della lavorazione del vetro genovese. Questi artigiani divennero protagonisti della diffusione delle tecniche in Francia, Spagna e nelle Americhe, dove il loro contributo fu determinante per lo sviluppo di nuove manifatture.

### Il marmo di Carrara
Estratto dalle Alpi Apuane, era noto per la sua purezza e brillantezza, caratteristiche che lo resero altamente richiesto nei mercati italiani ed europei. Genova sfruttò questa risorsa sia per il prestigio interno sia per la sua esportazione, consolidando il controllo sull'area di Carrara e sul commercio del marmo.

#### La gestione delle cave e il commercio marittimo

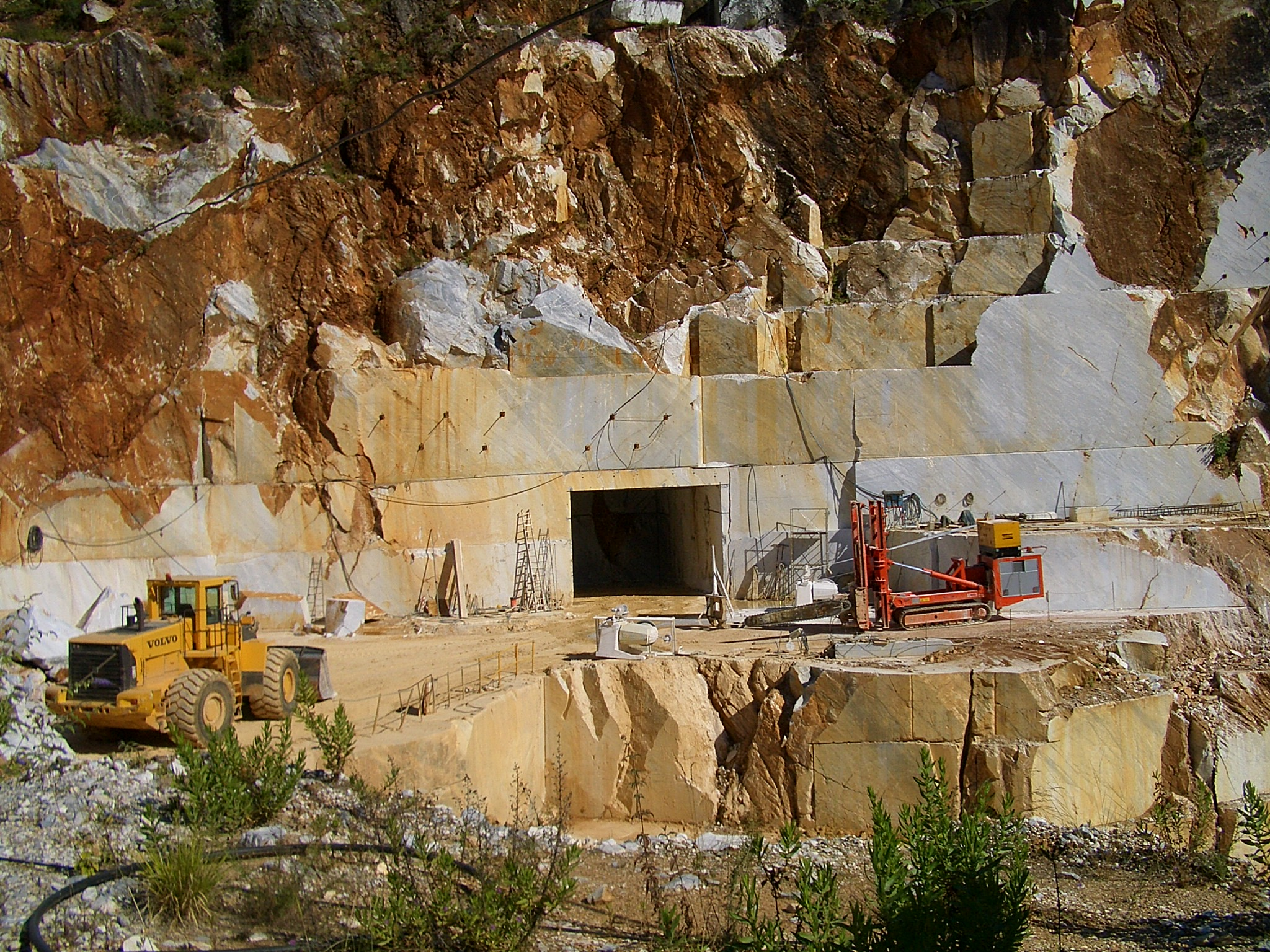
Le odierne cave di Marmo Carrarese

Dal XII secolo iniziò il controllo delle cave di Carrara, riconoscendo il valore strategico del marmo per l’economia e il prestigio della Repubblica. La produzione era concentrata soprattutto lungo le vallate vicine al porto naturale di Marina di Carrara, che divenne un punto chiave per l’imbarco dei blocchi di marmo destinati all'esportazione. Il marmo grezzo o parzialmente lavorato veniva trasportato via mare verso le principali città italiane come Pisa, Firenze e Roma. Inoltre, Genova stabilì rotte commerciali dirette verso il Mediterraneo orientale, la Francia e la penisola iberica. I genovesi utilizzarono la loro flotta per trasportare grandi quantità di marmo, spesso stipulando contratti con artisti, architetti e mercanti per la realizzazione di progetti specifici.
Oltre a soddisfare la domanda interna per la costruzione di cattedrali, come la basilica di San Lorenzo, il marmo di Carrara rappresentava una risorsa di scambio nei commerci con altre potenze mediterranee. Era frequentemente utilizzato come merce di lusso per ottenere spezie, tessuti pregiati e metalli. Nel XV secolo, con l'espansione del commercio genovese verso le Fiandre e il Nord Europa, il marmo iniziò a raggiungere nuovi mercati, dove divenne un simbolo di prestigio per nobili e sovrani. La sua esportazione contribuì anche all'espansione culturale dell’arte rinascimentale, poiché molti artisti, tra cui Michelangelo, utilizzarono marmo estratto dalle cave gestite sotto il controllo genovese.

#### Declino e trasformazioni del commercio
Nel XVII secolo, il controllo genovese sulle cave iniziò a indebolirsi a causa della crescente concorrenza di altre città e potenze, come Firenze, che investivano direttamente nelle cave di Carrara. Inoltre, i cambiamenti nelle rotte commerciali internazionali, con l’ascesa delle potenze atlantiche, ridussero la centralità del Mediterraneo e limitarono l’export di marmo verso nuovi mercati.
Nonostante ciò, il marmo di Carrara continuò a rappresentare un’importante risorsa economica fino alla caduta della Superba nel XVIII secolo. La qualità superiore del materiale mantenne alta la domanda, ma Genova perse progressivamente il monopolio, lasciando spazio a nuovi protagonisti nel settore.

### Oreficeria
Tra la seconda metà del Cinquecento e i primi decenni del Seicento, la produzione di argenteria sacra e profana in Liguria visse un periodo di straordinario splendore, legato sia alla disponibilità di materia prima proveniente dalle miniere d’argento del Nuovo Mondo sia al boom economico della Repubblica. Questa fase, definita spesso un "momento magico", coincise con l’apice della potenza finanziaria e commerciale genovese e con la sua capacità di attrarre risorse e talenti.

#### L’argento americano e il ruolo di Genova nei commerci globali
Con l’arrivo di enormi quantità di argento dall'America Latina, soprattutto dal Messico e dal Perù, il porto di Genova divenne un nodo essenziale per il trasferimento del metallo prezioso verso l’Europa. L'argento raggiungeva la città principalmente attraverso la Spagna, grazie ai legami economici e politici tra i due stati, consolidati dalle banche genovesi, che finanziavano le imprese militari e coloniali degli Asburgo.
Questa disponibilità di materia prima favorì lo sviluppo di un artigianato raffinato, che produceva manufatti sia per l’uso domestico dell’aristocrazia genovese sia per scopi religiosi. I laboratori genovesi eccellevano nella creazione di ostensori, calici, reliquiari, croci processionali e altri oggetti liturgici, destinati a chiese e cattedrali locali, ma anche esportati in altre regioni italiane e oltre. I manufatti prodotti si distinguevano per l’elevata qualità tecnica e il gusto raffinato, influenzato dalle correnti artistiche del Rinascimento e del Barocco. Gli argentieri liguri erano noti per l’abilità nell'incisione, nell'uso di smalti e nella decorazione a rilievo, che rendeva le loro opere particolarmente apprezzate. Anche nelle province liguri e nei territori periferici della Repubblica, come in Corsica, gli artigiani erano attivi e producevano opere che rispecchiavano i canoni artistici della capitale. Le chiese liguri, in particolare, costituivano un importante committente per gli argentieri, che realizzavano opere destinate a sottolineare il prestigio religioso e sociale delle comunità locali.
Nonostante il declino economico nel corso del XVIII secolo, la produzione di argenteria continuò a mantenere elevati standard qualitativi. Tuttavia, le requisizioni avvenute durante l’occupazione napoleonica e le successive spoliazioni delle chiese ridussero significativamente il patrimonio originario. Ciononostante, molte chiese liguri conservano ancora oggi un ampio corpus di opere d’argento, testimonianza dell’eccellenza raggiunta.

### Seta e tessuti
La produzione e il commercio della seta rappresentarono un pilastro dell’economia cittadina dal XII secolo fino all'età moderna, con un ruolo di primo piano sia nella manifattura sia nei traffici internazionali. La seta genovese, con i suoi tessuti pregiati e lavorazioni elaborate, incarnava il lusso e la potenza sociale, simboli distintivi delle classi nobiliari.
La produzione serica formalmente organizzata con l’approvazione degli Statuti dell’Arte della Seta del 1432, integrava diverse fasi artigianali: dalla filatura alla tessitura, fino al ricamo e alla decorazione. Il settore serico era il principale motore economico della città, impiegando alla fine del Cinquecento oltre il 60% della popolazione genovese. Tra i tessuti prodotti spiccavano il broccato, il velluto e il zendado, molto apprezzati sia per l’abbigliamento sia per gli arredi.
Le seterie genovesi si distinsero anche per l’eccellenza dei loro artigiani, molti dei quali provenienti da Lucca, città rinomata per la lavorazione della seta. Tra questi spicca la figura di Baldo, artista serico lucchese, che forniva modelli di broccati ai setaioli genovesi. La corporazione dei setaioli divenne presto uno strumento per garantire qualità, innovazione e prestigio alla produzione locale. Grazie al suo porto strategico, Genova divenne un crocevia per il commercio della seta. I tessuti genovesi venivano esportati verso la Francia, la Svizzera e la Germania, mentre materie prime e prodotti serici provenivano dalla Calabria, dalla Sicilia, dalla Spagna e, attraverso la via del Levante, dall'Asia. La seta lavorata e arricchita da ricami dorati e colori vivaci, raggiungeva le corti europee.
La seta genovese non era solo merce da esportazione, ma anche uno strumento di ostentazione del potere e della ricchezza. I tessuti venivano utilizzati per confezionare abiti nobiliari e rivestire le dimore della nobiltà, in un’espressione di lusso che combinava bellezza e funzionalità. Durante eventi solenni, come il passaggio di processioni religiose o l’arrivo di personalità illustri, la città si adornava di drappi di seta rossi e dorati, come accadde per l’arrivo di Innocenzo IV nel 1244.

### Velluto di Genova
Il velluto di Genova rappresenta una delle eccellenze della tradizione tessile ligure e una testimonianza del grande influsso che la città ha avuto nell'arte della tessitura fin dall'epoca medievale. Con il termine "velluto di Genova" si fa riferimento a un tipo particolare di velluto a catena, che si distingue per il suo caratteristico effetto sagomato, arricciato e tagliato, in cui i motivi decorativi – spesso floreali, fruttati o geometrici – sono talvolta arricchiti da dettagli broccati sul fondo. Questo tipo di tessuto ha trovato storicamente la sua applicazione nelle classi nobili, che ne apprezzavano la lucentezza satinata e la morbidezza impareggiabile.

#### Origini e Sviluppo Storico
L'arte della tessitura e della tintura risale alle origini della Repubblica, sviluppandosi con particolare intensità nel XIV secolo, quando la città, grazie al controllo sull'isola di Chio e sul commercio di grano, cotone e allume, divenne un importante centro per la lavorazione di tessuti. L’allume, in particolare, fu fondamentale per la tintura dei tessuti, poiché veniva utilizzato per fissare il colore, un aspetto cruciale per i velluti pregiati. Fino al XVI secolo, Genova importava seta grezza dalla Calabria, che era la regione italiana maggiormente produttrice di seta.
Nel frattempo, nelle vicinanze del Comune, Zoagli diventò celebre per la produzione di velluti di seta tessuti a mano, noti come soprarizzo. La leggenda narra che i tessitori zoagliesi portarono con sé la conoscenza della tessitura del velluto al loro ritorno dalla Prima Crociata.

#### Il Velluto di Genova nella Storia dell’Aristocrazia Europea
Il velluto divenne famoso in Europa fin dal XVII secolo grazie alla sua lucentezza satinata e alla morbidezza incomparabile, qualità che lo rendevano particolarmente apprezzato dall'aristocrazia europea. Questo velluto, che caratterizzava le corti e le nobili famiglie, è spesso raffigurato in numerosi dipinti di artisti come Van Dyck e Rubens. La sua pregevolezza lo rese il tessuto preferito per abiti di corte, ma anche per arredamenti e mobili di lusso.

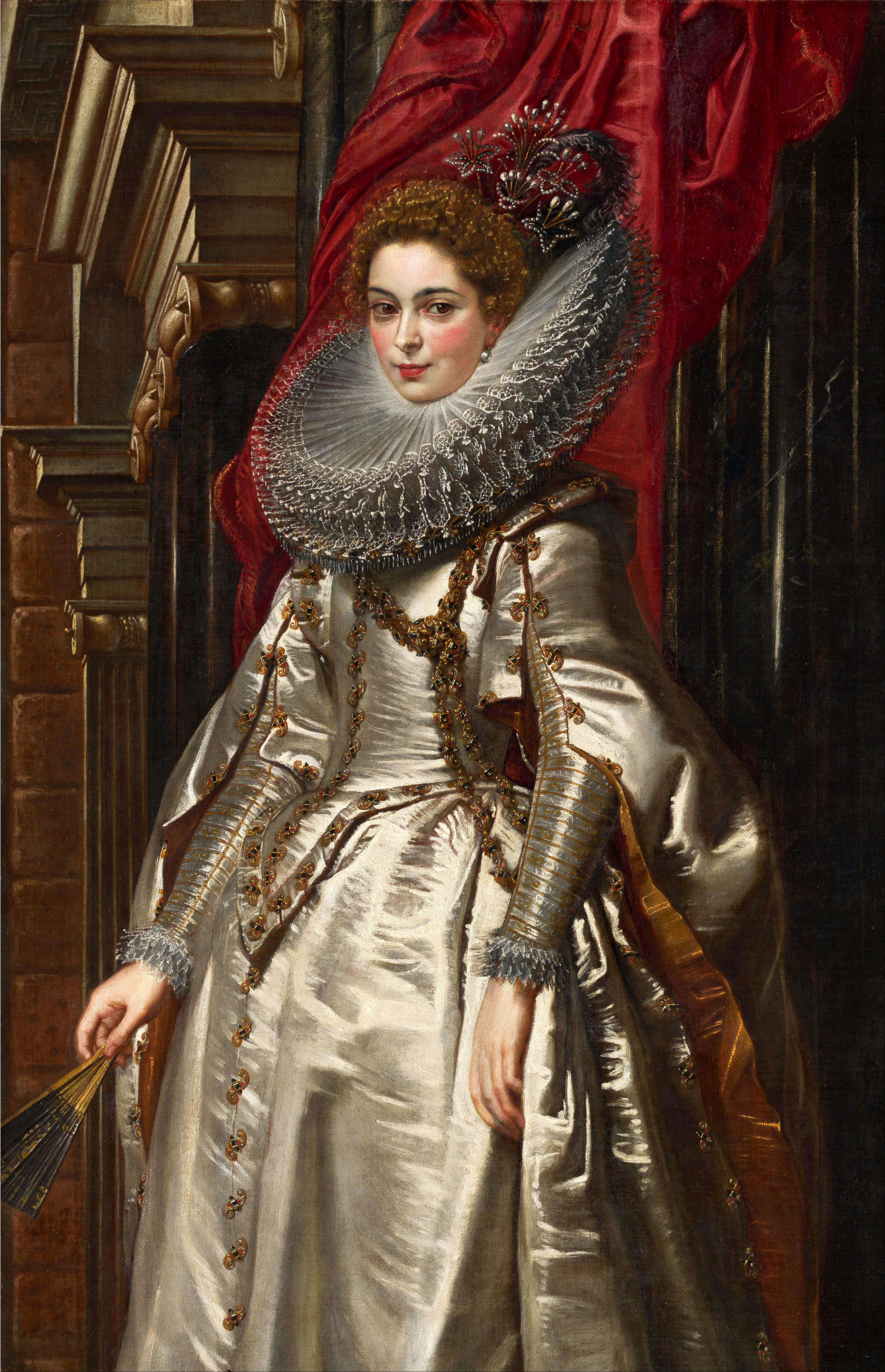
Ritratto di Brigida Spinola Doria da Rubens

In particolare, il mercato francese apprezzò molto i velluti di Genova, in particolare quelli di colore nero, grazie alla loro morbidezza e bellezza. La richiesta di velluto genovese crebbe talmente tanto che, nel 1747, il re di Francia decise di introdurre la fabbricazione locale del velluto, importando maestri artigiani direttamente dai territori genovesi per impiantare nuove manifatture in Turenna.
Il velluto genovese si inserisce come elemento imprescindibile negli arredamenti nobiliari, grazie alla sua pesantezza e alla sua capacità di dare un aspetto lussuoso e raffinato agli spazi. I suoi utilizzi spaziavano da paraventi e poltrone fino a rivestimenti murali, mentre le ricche decorazioni broccate ne aumentavano il prestigio. Un esempio celebre è il "letto d'Effiat", custodito al Museo del Louvre, che presenta una tessitura in velluto di seta con motivi di ananas alternati a ricami in seta argentata, un capolavoro dell'arte tessile del periodo.

#### Tecniche di Tessitura del Velluto di Genova
La produzione del vellutorichiede l’uso di telai speciali e una tecnica di tessitura complessa. Nel XVIII secolo, i telai usati per la creazione di questi tessuti avevano circa 40-42 licci (i licci sono gli elementi del telaio che sollevano i fili dell'ordito per permettere l'inserimento della trama) e un gran numero di pedali, ma questa tecnologia non permetteva ancora la realizzazione di motivi estremamente complessi.
Con l’invenzione del telaio Jacquard tra il 1815 e il 1820, la produzione del velluto di Genova subì una rivoluzione. Il telaio Jacquard, dotato di numerosi licci (fino a 400), consentiva di tessere motivi molto più complessi e dettagliati.
Per ottenere il caratteristico effetto di velluto sagomato, si utilizzano varie armature (tipologie di intreccio del filato) e combinazioni di saia, raso e altre armature derivate, che conferiscono al tessuto la sua tipica texture morbida e lucente. La saia 2/2 è la più antica tra queste armature ed è anche conosciuta in alcune regioni come “crociato” o “casimiro”.

### Produzione di armi

#### Balestre

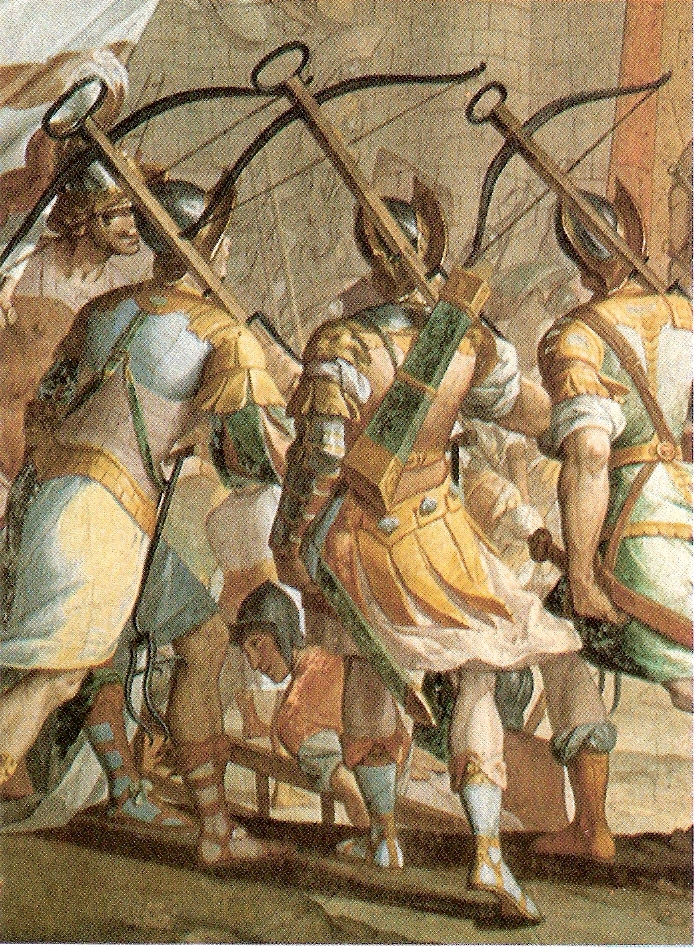
I Balestrieri Genovesi

Città come la Superba, nota per la qualità dei suoi balestrieri, vantavano corporazioni di artigiani dedicate alla fabbricazione di queste armi. La struttura richiedeva materiali accuratamente selezionati: l'affusto era spesso in legno di faggio o quercia, mentre l'arco, inizialmente in legno, divenne composito con ossa e corna di bue e infine in ferro forgiato. Le corde, realizzate in canapa o nervi, garantivano robustezza ed elasticità.
Le munizioni, i caratteristici quadrelli o verrettoni, erano realizzate con punte di ferro o acciaio per massimizzare l'impatto, e la loro precisione era migliorata grazie a un impennaggio. Ogni componente era lavorato da mani esperte per ottenere un'arma potente e affidabile, in grado di perforare anche le armature più resistenti. Questa meticolosa cura nella produzione, unita al continuo progresso tecnologico, rese la balestra un'arma letale e fondamentale per le guerre medievali, utilizzata sia in battaglie campali che in assedi. Si attesta la produzione di queste armi nei quartieri della Maddalena grazie a diversi registri a noi pervenuti.

#### Archibugi ed Armi da Fuoco

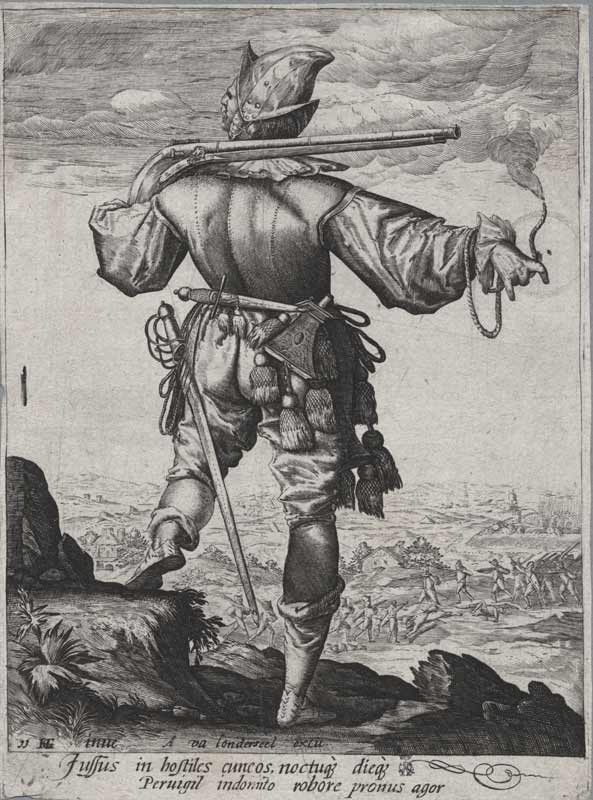
Archibugiere

Nel XVII secolo, l’Arte degli archibugieri giocò un ruolo centrale nel commercio e nella produzione di armi portatili, con particolare attenzione agli archibugi. Questi artigiani non solo rifornivano privati e mercanti, ma soprattutto erano strettamente legati alla Pubblica Armeria, che sovrintendeva all'armamento dell’esercito della Repubblica.
Gli archibugi venivano realizzati secondo standard rigorosi, con una particolare attenzione alla qualità delle canne da fuoco, spesso prodotte nella fabbrica statale di Rossiglione. Questa struttura, istituita per garantire un controllo diretto sulla produzione delle armi, rappresentava un pilastro dell’economia militare genovese fino al suo abbandono nel Settecento a causa di una devastante alluvione. Quando la produzione locale non riusciva a soddisfare la domanda, la Repubblica si rivolgeva a fornitori prevalentemente ai rinomati armaioli bresciani e bolognesi celebri per l’eccellenza delle loro armi da fuoco. Gli archivi dell’Arte testimoniano frequenti trattative, contratti e rapporti di collaborazione con queste maestranze, evidenziando l’importanza di un commercio ben organizzato e di una rete di fornitori affidabili.
I documenti dell’epoca riportano dettagli su prezzi e contratti, mostrando come il commercio di archibugi fosse regolato da un sistema complesso. La stipulazione dei contratti coinvolgeva non solo i maestri armaioli, ma anche rappresentanti della Repubblica, che garantivano il rispetto delle norme e dei termini di consegna. La crisi demografica e produttiva causata dalla peste del 1656-1657 portò a modifiche significative nelle regole di accesso alla professione, consentendo ai maestri forestieri di operare senza l’obbligo di iscrizione all'Arte, una misura che influì anche sul mercato delle armi a pietra focaia.